# LION & PELICAN
『LION & PELICAN』（ライオンとペリカン）は、井上陽水の10枚目のオリジナル・アルバム。

## 解説
「ワカンナイ」は、 宮沢賢治の『雨ニモマケズ』に対するアンサーソングとなっている。
「チャイニーズフード」「背中まで45分」は、沢田研二への提供曲のセルフカバーである。
「愛されてばかりいると」は、シングルバージョンとイントロと間奏、エンディングが異なる。

## 収録曲
| 全作詞・作曲: 井上陽水。 |                          |           |            |          |      |
| #                        | タイトル                 | 作詞      | 作曲・編曲 | 編曲     | 時間 |
| 1.                       | 「とまどうペリカン」     | 井上陽水  | 井上陽水   | 星勝     | 4:49 |
| 2.                       | 「チャイニーズフード」   | 井上陽水  | 井上陽水   | 川島裕二 | 4:48 |
| 3.                       | 「約束は0時」            | 井上陽水  | 井上陽水   | 後藤次利 | 4:41 |
| 4.                       | 「愛されてばかりいると」 | 井上陽水  | 井上陽水   | 川島裕二 | 4:27 |
| 5.                       | 「カナリア」             | 井上陽水  | 井上陽水   | 川島裕二 | 3:24 |
| 合計時間:                | 合計時間:                | 合計時間: | 22:09      |          |      |

| 全作詞・作曲: 井上陽水。 |                        |           |            |          |      |
| #                        | タイトル               | 作詞      | 作曲・編曲 | 編曲     | 時間 |
| 1.                       | 「ラブショックナイト」 | 井上陽水  | 井上陽水   | 伊藤銀次 | 4:10 |
| 2.                       | 「リバーサイドホテル」 | 井上陽水  | 井上陽水   | 星勝     | 3:52 |
| 3.                       | 「お願いはひとつ」     | 井上陽水  | 井上陽水   | 中西康晴 | 3:16 |
| 4.                       | 「ワカンナイ」         | 井上陽水  | 井上陽水   | 後藤次利 | 4:58 |
| 5.                       | 「背中まで45分」       | 井上陽水  | 井上陽水   | 川島裕二 | 5:50 |
| 合計時間:                | 合計時間:              | 合計時間: | 22:06      |          |      |

## 発売履歴
| 地域 | リリース日     | レーベル                                 | 規格                   | カタログ番号                | 備考                       |
| ---- | -------------- | ---------------------------------------- | ---------------------- | --------------------------- | -------------------------- |
| 日本 | 1982年12月5日  | フォーライフ・レコード                   | 30cmLP                 | 28K-45                      |                            |
| 日本 | 1986年3月25日  | フォーライフ・レコード                   | 12cmCD                 | 35KD-8                      |                            |
| 日本 | 1990年2月21日  | フォーライフ・レコード                   | 12cmCD                 | FLCF-29033                  |                            |
| 日本 | 2001年5月30日  | フォーライフミュージックエンタテイメント | 12cmCD                 | FLCF-3853                   | デジタルリマスター         |
| 日本 | 2009年3月25日  | フォーライフミュージックエンタテイメント | SHM-CD                 | FLCF-5006                   | デジタルリマスター         |
| 日本 | 不明           | フォーライフミュージックエンタテイメント | デジタル・ダウンロード | 311748664                   | iTunes Store               |
| 日本 | 2015年5月24日  | フォーライフミュージックエンタテイメント | デジタル・ダウンロード | A33886133                   | レコチョク AAC 128/320kbps |
| 日本 | 2015年5月24日  | フォーライフミュージックエンタテイメント | デジタル・ダウンロード | FLCF-5006                   | mora AAC-LC 320kbps        |
| 日本 | 2016年11月16日 | フォーライフミュージックエンタテイメント | デジタル・ダウンロード | B01MSM0RQO                  | Amazon.co.jp               |
| 日本 | 不明           | フォーライフミュージックエンタテイメント | デジタル・ダウンロード | Bgjobfyb7vx7auskdpxttb5ieha | Google Play Music          |
| 日本 | 2019年6月26日  | フォーライフミュージックエンタテイメント | UHQCD                  | FLCF-5075                   |                            |

## タイアップ
| 曲名                   | タイアップ                                                       |
| ---------------------- | ---------------------------------------------------------------- |
| 「とまどうペリカン」   | 日本テレビ系スペシャルドラマ『季節が変わる日』エンディングテーマ |
| 「とまどうペリカン」   | 映画『幕末青春グラフィティ Ronin 坂本竜馬』劇中歌                |
| 「リバーサイドホテル」 | フジテレビ系列『木曜劇場』枠ドラマ『ニューヨーク恋物語』主題歌   |
| 「リバーサイドホテル」 | フジテレビ系列スペシャル・ドラマ『新ニューヨーク恋物語』主題歌   |